# Стайко Колев
Стайко Колев Статев е български революционер, началник на чета от ВДРО за Добрич, деен участник в борбата за освобождение на Добруджа.

## Семейство
Живее във Варна на ул. „Хаджи Стамат“ №30. Родителите му Колю Статев и Костадина Рачева са източно православни българи, родени в Добрич. Има братя и сестри: Иван – каруцар в Добрич (р. 1879), Стати – каруцар в Добрич (р. 1884), Йордан – хамутчия в Гюлекьой, Петко, Мария и Славка.
Съпругата му е Стефанка Желева, родена през 1905 г. Има син Страхил, роден през 1931 г.
В българската армия Стайко постъпва през 1918 г. в 4-та рота на 31-ви варненски полк.

## Дейност
Активен член на ВДРО от създаването 1923 г. и е началник на чета на ВДРО за Варна.
Постоянно влиза с въоръжени чети на територията на Южна Добруджа. Създава комитети на ВДРО в селата от Добричкия район. Участва многократно в сражения с румънски въоръжени банди, жандармерия и редовна войска. В края на 1928 и началото на 1929 г. заради действията на четата му генералният директор на МВР Букурещ изтъква, че Стайко Колев се занимава с пренасяне на оръжие, експлозиви и бомби по има канал от Солун, Цариград през Русе и Букурещ за въоръжаване на ВДРО, като нарежда на подчинените си да се издири и залови.
През август 1928 г. по нареждане на Слави Алексиев от ЦК той се явява в с. Узунджа-Балбунарско, Тутраканско, минава в Добруджа с хората си да успокоят населението, нападнато от цинцърски банди и жандармерия поради намерени в кладенец униформи на убити румънски войници през войната 1916 г., като румънците набеждават за убийствата местното българско население от Сарсънларско. Част от населението бяга в горите и иска да емигрира в България, като напусне домовете си, но ВДРО работи българите да останат по родните места и успява в това. На 24 септември 1932 г. с чета от 8 души от Русе и Варна влиза на румънска територия и след престрелка се изтегля без загуби на българска територия.
През октомври 1932 г. занасят 300 български буквари и читанки в селата от Добричка околия. На километър от границата попадат на румънска засада и след кратка престрелка румънците се оттеглят.
През лятото и есента на 1933 г. Стайко Колев с четата си провежда наказателна акция срещу арумънин-лихвар от с. Поручик Гешаново заради постоянния грабеж и тормоз над местните българи, отнемат му всичките пари. На 15 октомври 1933 г. – аналогично срещу арумънина Никола Мерзовани по същите причини.
На 13 ноември 1933 г. е въдворен в Кърджали заедно с Атанас Панайотов и Петър Гиргицов. През 1935 г. е интерниран от българските власти. Съден е от народния съд за убийството на Дочо Михайлов, но обвиненията не успяват да бъдат доказани. През 1954 г. Държавна сигурност прекратява работата по него 4 години след смъртта му.
За заслуги към Родината през Стайко Колев е предложен за награда с народна пенсия и орден 1943 г.